# Willy Birgel
Wilhelm Maria Birgel, né le 18 septembre 1891 à Cologne et mort le 29 décembre 1973 à Dübendorf, près de Zurich, est un acteur allemand.

## Biographie
Fils d'un orfèvre, travaillant pour la cathédrale de Cologne, Willy Brugel entre comme apprenti chez son père et est fortement marqué par la mystique catholique dans sa jeunesse. Il est aussi influencé par ses lectures, en particulier celle de Monna Vanna de Maeterlinck, qui lui donne le goût du théâtre. Il suit des cours dans une école d'art et d'artisanat (Kunstgewerbeschule) à Cologne et à Düsseldorf et en 1912-1913 des cours de théâtre à l'école dramatique rattachée au Théâtre de la Ville de Cologne. La saison suivante, il joue au Stadttheater de Bonn. Il est engagé au Kristallpalast de Dessau, l'année suivante, retourne à Bonn pendant la saison 1914-1915, puis à Cologne et à Coblence. Il participe à la Grande guerre en 1916 et parvient à la fin de la guerre avec le grade d'officier. Il s'est battu en Serbie et en France.

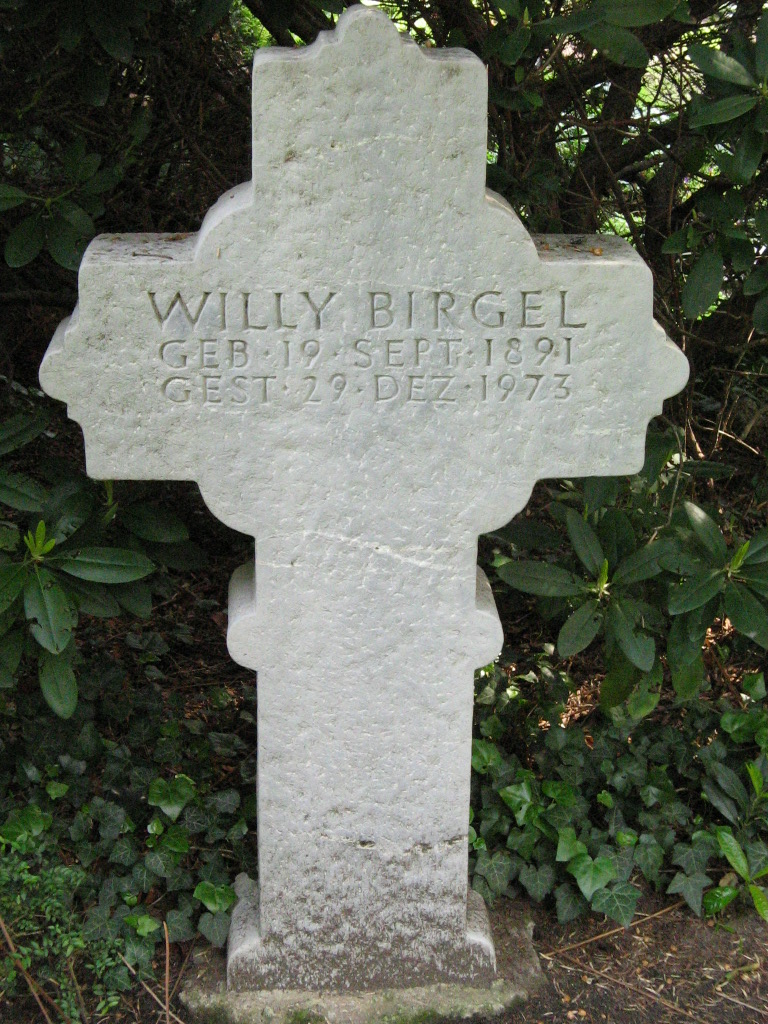
Tombe de Wilhelm Birgel
Cologne (Allemagne)

Willy Birgel reprend sa carrière théâtrale en 1919 au théâtre d'Aix-la-Chapelle, où il reste jusqu'en 1924. Il fait ensuite partie de la troupe du Nationaltheater de Mannheim, jusqu'en 1934, où il obtient un grand succès dans son rôle de Faust  et dans celui de Méphistophélès, dans le Faust de Goethe, de même que dans son rôle de Franz Moor dans Les Brigands de Schiller. Il joue aussi Hamlet et Richard III.
Au cinéma, Willy Birgel est connu à partir de 1934, dans Ein Mann will nach Deutschland de Paul Wegener, où il joue le commandant anglais. Il apparaît alors comme le modèle de l'homme mûr, séducteur ou rassurant, et devient extrêmement populaire auprès du public féminin. Il élargit son répertoire à celui du « grand seigneur ». On l'applaudit dans Le prince Worontsoff, il joue aux côtés d'acteurs célèbres, comme Zarah Leander (dans La Belle Hongroise), Gustaf Gründgens, ou Heinrich George.
Il est nommé par le ministre de la propagande Goebbels, Artiste d'État en 1937, et joue dans des films aux accents de propagande, comme Unternehmen Michael (1937), Feinde (Ennemis) (1940) ou Kameraden (1941). Il interprète en 1941 Reitet für Deutschland d'Arthur Maria Rabenalt qui retrace la vie du champion olympique Carl-Friedrich von Langen (1887-1934) et obtient un Grand Prix d'Europe et l'approbation du régime. Ce film sera interdit par la république démocratique allemande en certaines répliques coupées en Allemagne de l'Ouest. D'autres films seront censurés par les vainqueurs de l'Allemagne après la guerre.
Willy retrouve rapidement le succès en 1947 : il joue, comme Hans Albers, les figures paternelles, les personnages convenables ou les hommes galants de la vieille école. Après 1960, il travaille plutôt pour la télévision.

## Filmographie
- 1934 : Fürst Woronzeff d'Arthur Robison
- 1936 : Verräter de Karl Ritter
- 1936 : La Neuvième Symphonie de Detlef Sierck
- 1937 : Paramatta, bagne de femmes de Detlef Sierck (connu par après sous le nom de Douglas Sirk)
- 1940 : Marie Stuart (Das Herz der Königin) de Carl Froelich
- 1952 : Heidi de Luigi Comencini
- 1956 : Des roses pour Bettina de Georg Wilhelm Pabst
- 1957 : Fille interdite de Werner Klingler
- 1966 : Chasse aux renards interdite de Peter Schamoni